# ATP Challenger Series 1982
L'ATP Challenger Series è il secondo livello di tornei per professionisti organizzata dall'ATP. Il circuito prevede tornei con un montepremi che può variare da 25.000 a 150.000 dollari.

## Calendario

### Gennaio
| Settimana  | Torneo                                                              | Vincitore                         | Finalista                   | Semifinalisti           | Eliminati ai quarti                              |
| ---------- | ------------------------------------------------------------------- | --------------------------------- | --------------------------- | ----------------------- | ------------------------------------------------ |
| 11 gennaio | Perth Challenger Perth, Australia Erba €42.500+H Singolare - Doppio | Eddie Edwards 6–3, 6–2            | Craig A. Miller             | Brad Guan Dale Collings | Wayne Hampson Brad Drewett Syd Ball Andy Andrews |
| 11 gennaio | Perth Challenger Perth, Australia Erba €42.500+H Singolare - Doppio | Syd Ball John Fitzgerald 6–3, 6–3 | Brett Edwards Cliff Letcher | Brad Guan Dale Collings | Wayne Hampson Brad Drewett Syd Ball Andy Andrews |

### Febbraio
| Settimana   | Torneo                                                                           | Vincitore                                | Finalista                     | Semifinalisti                    | Eliminati ai quarti                                         |
| ----------- | -------------------------------------------------------------------------------- | ---------------------------------------- | ----------------------------- | -------------------------------- | ----------------------------------------------------------- |
| 8 febbraio  | Nairobi Challenger Nairobi, Kenya Terra rossa €42.500+H Singolare - Doppio       | Haroon Ismail 1–6, 6–1, 6–3              | Egan Adams                    | Peter Spang Harald Theissen      | Drew Gitlin Bernhard Pils Ed Nagel Georges Goven            |
| 8 febbraio  | Nairobi Challenger Nairobi, Kenya Terra rossa €42.500+H Singolare - Doppio       | Drew Gitlin Jan Kodeš 6–4, 3–6, 6–3      | Bernhard Pils Helmar Stiegler | Peter Spang Harald Theissen      | Drew Gitlin Bernhard Pils Ed Nagel Georges Goven            |
| 15 febbraio | Buchholz Challenger Buchholz, Germania Cemento indoor $75.000 Singolare - Doppio | Mats Wilander 6–3, 6–3                   | Sean Sorensen                 | Jaroslav Navrátil Jan Gunnarsson | Jakob Hlasek Rocky Royer Michael Westphal Mike Gandolfo     |
| 15 febbraio | Buchholz Challenger Buchholz, Germania Cemento indoor $75.000 Singolare - Doppio | Mike Gandolfo Derek Tarr 6–4, 6–4        | Jiri Prucha Tenny Svensson    | Jaroslav Navrátil Jan Gunnarsson | Jakob Hlasek Rocky Royer Michael Westphal Mike Gandolfo     |
| 15 febbraio | Tunis Challenger Tunisi, Tunisia Terra rossa €42.500+H Singolare - Doppio        | Juan Avendaño 6–4, 6–4, 6–4              | José García Requena           | Craig Wittus Damir Keretić       | Thomas Högstedt Ismail El Shafei Thierry Stevaux Egan Adams |
| 15 febbraio | Tunis Challenger Tunisi, Tunisia Terra rossa €42.500+H Singolare - Doppio        | Steve Meister Craig Wittus 6–4, 1–6, 6–1 | Ismail El Shafei Jan Kodeš    | Craig Wittus Damir Keretić       | Thomas Högstedt Ismail El Shafei Thierry Stevaux Egan Adams |

### Marzo
| Settimana | Torneo                                                                              | Vincitore                           | Finalista                | Semifinalisti                  | Eliminati ai quarti                                  |
| --------- | ----------------------------------------------------------------------------------- | ----------------------------------- | ------------------------ | ------------------------------ | ---------------------------------------------------- |
| 1º marzo  | São Paulo Challenger San Paolo, Brasile Cemento indoor €42.500+H Singolare - Doppio | Thomaz Koch 7–6, 7–6                | Cássio Motta             | Renato Joaquim Givaldo Barbosa | Fernando Roese Roger Guedes Andres Molina Júlio Góes |
| 1º marzo  | São Paulo Challenger San Paolo, Brasile Cemento indoor €42.500+H Singolare - Doppio | Givaldo Barbosa Júlio Góes 6–4, 6–1 | Thomaz Koch Cássio Motta | Renato Joaquim Givaldo Barbosa | Fernando Roese Roger Guedes Andres Molina Júlio Góes |

### Aprile
| Settimana | Torneo                                                                               | Vincitore                                    | Finalista                          | Semifinalisti                    | Eliminati ai quarti                                                        |
| --------- | ------------------------------------------------------------------------------------ | -------------------------------------------- | ---------------------------------- | -------------------------------- | -------------------------------------------------------------------------- |
| 4 aprile  | Curitiba Challenger Curitiba, Brasile Terra rossa €42.500+H Singolare - Doppio       | Carlos Kirmayr 6–2, 6–4                      | João Soares                        | Alejandro Gattiker Cássio Motta  | Givaldo Barbosa Marcos Hocevar Júlio Góes Alejandro Ganzábal               |
| 4 aprile  | Curitiba Challenger Curitiba, Brasile Terra rossa €42.500+H Singolare - Doppio       | Givaldo Barbosa João Soares 7–6, 6–1         | Carlos Kirmayr Cássio Motta        | Alejandro Gattiker Cássio Motta  | Givaldo Barbosa Marcos Hocevar Júlio Góes Alejandro Ganzábal               |
| 4 aprile  | Johannesburg Challenger Johannesburg, Sudafrica Cemento €42.500+H Singolare - Doppio | Danie Visser 6–4, 6–3                        | Van Winitsky                       | Rory Chappell Francisco González | Hank Pfister Barry Moir Tim Wilkison Terry Moor                            |
| 4 aprile  | Johannesburg Challenger Johannesburg, Sudafrica Cemento €42.500+H Singolare - Doppio | Freddie Sauer Schalk van der Merwe 6–2, 6–1  | Danie Visser Tian Viljoen          | Rory Chappell Francisco González | Hank Pfister Barry Moir Tim Wilkison Terry Moor                            |
| 7 aprile  | Tokyo Challenger Tokyo, Giappone Terra rossa $25.000 Singolare - Doppio              | Nduka Odizor 6–4, 3–6, 6–1                   | Jim Gurfein                        | David Dowlen Pat Cash            | David Mustard Peter Feigl Craig A. Miller Henrik Sundström                 |
| 7 aprile  | Tokyo Challenger Tokyo, Giappone Terra rossa $25.000 Singolare - Doppio              | Pat Cash Craig A. Miller 6–2, 6–2            | Bruce Derlin David Mustard         | David Dowlen Pat Cash            | David Mustard Peter Feigl Craig A. Miller Henrik Sundström                 |
| 12 aprile | Barcelona Challenger Barcellona, Spagna Terra rossa $75.000 Singolare - Doppio       | Diego Pérez 6–3, 6–0                         | Alberto Tous                       | Fernando Luna Roberto Vizcaíno   | Jean-Louis Haillet Steve Krulevitz Broderick Dyke Sergio Casal             |
| 12 aprile | Barcelona Challenger Barcellona, Spagna Terra rossa $75.000 Singolare - Doppio       | Sergio Casal Christoph Zipf 5–7, 6–1, 6–2    | Broderick Dyke Hans-Peter Kandler  | Fernando Luna Roberto Vizcaíno   | Jean-Louis Haillet Steve Krulevitz Broderick Dyke Sergio Casal             |
| 12 aprile | Bari Challenger Bari, Italia Terra rossa $100.000 Singolare - Doppio                 | Paul McNamee 6–2, 6–2                        | Balázs Taróczy                     | Marko Ostoja Tomáš Šmíd          | Famiano Meneschincheri Željko Franulović Corrado Barazzutti Jan Gunnarsson |
| 12 aprile | Bari Challenger Bari, Italia Terra rossa $100.000 Singolare - Doppio                 | Alejandro Ganzábal Gustavo Guerrero 6–3, 6–2 | Luca Bottazzi Ivan Dupasquier      | Marko Ostoja Tomáš Šmíd          | Famiano Meneschincheri Željko Franulović Corrado Barazzutti Jan Gunnarsson |
| 14 aprile | Chigasaki Challenger Chigasaki, Giappone Terra rossa $25.000 Singolare - Doppio      | Tom Cain 6–4, 6–3                            | Henrik Sundström                   | Peter Feigl James Delaney        | Craig A. Miller Peter Johnston Wally Masur Sashi Menon                     |
| 14 aprile | Chigasaki Challenger Chigasaki, Giappone Terra rossa $25.000 Singolare - Doppio      | Charles Strode Morris Strode 6–3, 6–4        | Sashi Menon Walter Redondo         | Peter Feigl James Delaney        | Craig A. Miller Peter Johnston Wally Masur Sashi Menon                     |
| 19 aprile | Parioli Challenger Roma, Italia Terra rossa $100.000 Singolare - Doppio              | Corrado Barazzutti 6–3, 2–6, 6–1             | Alejandro Ganzábal                 | Florin Segărceanu Gabriel Urpi   | Željko Franulović Cássio Motta Karl Meiler Brad Guan                       |
| 19 aprile | Parioli Challenger Roma, Italia Terra rossa $100.000 Singolare - Doppio              | Iván Camus Gabriel Urpi 3–6, 6–4, 6–3        | Guillermo Aubone Fernando Maynetto | Florin Segărceanu Gabriel Urpi   | Željko Franulović Cássio Motta Karl Meiler Brad Guan                       |
| 21 aprile | Nagareyama Challenger Nagareyama, Giappone Cemento $25.000 Singolare - Doppio        | Russell Simpson 6–3, 6–7, 7–5                | Charles Strode                     | Nduka Odizor Jim Gurfein         | Dave Siegler Peter Johnston James Delaney Bruce Kleege                     |
| 21 aprile | Nagareyama Challenger Nagareyama, Giappone Cemento $25.000 Singolare - Doppio        | Charles Strode Morris Strode 4–6, 6–1, 6–4   | Sashi Menon Walter Redondo         | Nduka Odizor Jim Gurfein         | Dave Siegler Peter Johnston James Delaney Bruce Kleege                     |
| 29 aprile | Toyota City Challenger Toyota, Giappone Cemento $25.000 Singolare - Doppio           | Wally Masur NA                               | Joel Bailey                        | Charles Strode Pat Cash          | Morris Strode Warren Maher John McCurdy Ian Harris                         |
| 29 aprile | Toyota City Challenger Toyota, Giappone Cemento $25.000 Singolare - Doppio           | Non disputato                                |                                    | Charles Strode Pat Cash          | Morris Strode Warren Maher John McCurdy Ian Harris                         |

### Maggio
| Settimana | Torneo                                                                                           | Vincitore                                 | Finalista                           | Semifinalisti                          | Eliminati ai quarti                                             |
| --------- | ------------------------------------------------------------------------------------------------ | ----------------------------------------- | ----------------------------------- | -------------------------------------- | --------------------------------------------------------------- |
| 3 maggio  | Berkeley Challenger Berkeley, USA Cemento $25.000 Singolare - Doppio                             | Scott McCain 6–3, 7–5                     | David Pate                          | Trey Waltke Martin Davis               | Larry Stefanki Andy Kohlberg Michael Wayman Lloyd Bourne        |
| 3 maggio  | Berkeley Challenger Berkeley, USA Cemento $25.000 Singolare - Doppio                             | Lloyd Bourne Matt Mitchell 6–4, 6–4       | Billy Martin Bruce Nichols          | Trey Waltke Martin Davis               | Larry Stefanki Andy Kohlberg Michael Wayman Lloyd Bourne        |
| 3 maggio  | Galatina Challenger Galatina, Italia Terra rossa $100.000 Singolare - Doppio                     | Dominique Bedel 7–6, 1–6, 7–5             | Pender Murphy                       | Thomas Stalhandske Sergio Casal        | Ney Keller Gerald Mild Carlos Castellan Gabriel Urpi            |
| 3 maggio  | Galatina Challenger Galatina, Italia Terra rossa $100.000 Singolare - Doppio                     | Sergio Casal Alejandro Pierola 6–4, 6–4   | Gianni Marchetti Vincenzo Naso      | Thomas Stalhandske Sergio Casal        | Ney Keller Gerald Mild Carlos Castellan Gabriel Urpi            |
| 3 maggio  | Solihull Challenger Solihull, Gran Bretagna Terra rossa $25.000 Singolare - Doppio               | Andrew Jarrett 6–3, 6–1                   | Jonathan Smith                      | Schalk van der Merwe Christophe Freyss | David Mustard Jeremy Bates Louk Sanders Greg Whitecross         |
| 3 maggio  | Solihull Challenger Solihull, Gran Bretagna Terra rossa $25.000 Singolare - Doppio               | Anand Amritraj Brad Guan 6–4, 3–6, 6–3    | Andrew Jarrett Jonathan Smith       | Schalk van der Merwe Christophe Freyss | David Mustard Jeremy Bates Louk Sanders Greg Whitecross         |
| 10 maggio | Lee-On-Solent Challenger Lee-on-the-Solent, Gran Bretagna Terra rossa $25.000 Singolare - Doppio | Brent Pirow 6–7, 6–4, 6–1                 | Derek Tarr                          | Craig A. Miller Charlie Fancutt        | Raymond Moore Greg Whitecross Warren Maher Anand Amritraj       |
| 10 maggio | Lee-On-Solent Challenger Lee-on-the-Solent, Gran Bretagna Terra rossa $25.000 Singolare - Doppio | Danie Visser Tian Viljoen 6–1, 1–6, 6–3   | Derek Tarr Schalk van der Merwe     | Craig A. Miller Charlie Fancutt        | Raymond Moore Greg Whitecross Warren Maher Anand Amritraj       |
| 31 maggio | Brescia Challenger Brescia, Italia Terra rossa $100.000 Singolare - Doppio                       | Florin Segărceanu 2–6, 6–0, 6–4           | Dominique Bedel                     | Simone Colombo Carlos Castellan        | Jimmy Brown Alejandro Pierola Marko Ostoja Gianni Marchetti     |
| 31 maggio | Brescia Challenger Brescia, Italia Terra rossa $100.000 Singolare - Doppio                       | Carlos Kirmayr Florin Segărceanu 7–6, 6–2 | Patrizio Parrini Federico Rinaldi   | Simone Colombo Carlos Castellan        | Jimmy Brown Alejandro Pierola Marko Ostoja Gianni Marchetti     |
| 31 maggio | Tampere Open Tampere, Finlandia Terra rossa €42.500 Singolare - Doppio                           | Peter Bastiansen 3–6, 7–5, 6–2            | Steve Krulevitz                     | Stanislav Birner Kimmo Alkio           | Hans-Dieter Beutel Christoph Zipf Michael Mortensen Rocky Royer |
| 31 maggio | Tampere Open Tampere, Finlandia Terra rossa €42.500 Singolare - Doppio                           | Magnus Tideman Jörgen Windahl 6–4, 7–6    | Stanislav Birner Francisco González | Stanislav Birner Kimmo Alkio           | Hans-Dieter Beutel Christoph Zipf Michael Mortensen Rocky Royer |

### Giugno
| Settimana | Torneo                                                                      | Vincitore                             | Finalista              | Semifinalisti                        | Eliminati ai quarti                                           |
| --------- | --------------------------------------------------------------------------- | ------------------------------------- | ---------------------- | ------------------------------------ | ------------------------------------------------------------- |
| 29 giugno | Travemunde Open Travemünde, Germania Terra rossa $75.000 Singolare - Doppio | Dominique Bedel 6–4, 6–4              | Wolfgang Popp          | Christophe Freyss Gianluca Rinaldini | Slobodan Živojinović Andy Kohlberg Per Hjertquist Rocky Royer |
| 29 giugno | Travemunde Open Travemünde, Germania Terra rossa $75.000 Singolare - Doppio | Wolfgang Popp Roland Stadler 6–4, 6–2 | Brad Guan Warren Maher | Christophe Freyss Gianluca Rinaldini | Slobodan Živojinović Andy Kohlberg Per Hjertquist Rocky Royer |

### Luglio
| Settimana | Torneo                                                                                            | Vincitore                                    | Finalista                      | Semifinalisti                      | Eliminati ai quarti                                             |
| --------- | ------------------------------------------------------------------------------------------------- | -------------------------------------------- | ------------------------------ | ---------------------------------- | --------------------------------------------------------------- |
| 5 luglio  | Cologne Challenger Colonia, Germania Terra rossa $75.000 Singolare - Doppio                       | Dominique Bedel 2–6, 6–3, 6–4                | Andreas Maurer                 | Scott Lipton Per Hjertquist        | Eddie Edwards Florin Segărceanu Damir Keretić Jan Gunnarsson    |
| 5 luglio  | Cologne Challenger Colonia, Germania Terra rossa $75.000 Singolare - Doppio                       | Brad Guan Warren Maher 6–2, 6–4              | Chris Johnstone Cliff Letcher  | Scott Lipton Per Hjertquist        | Eddie Edwards Florin Segărceanu Damir Keretić Jan Gunnarsson    |
| 12 luglio | Lisbon Challenger Lisbona, Portogallo Terra rossa $75.000 Singolare - Doppio                      | Rocky Royer 6–3, 1–6, 6–3                    | Robbie Venter                  | Francisco Ferrer Andrew Jarrett    | Peter Johnston Michiel Schapers Patrice Kuchna Deon Joubert     |
| 12 luglio | Lisbon Challenger Lisbona, Portogallo Terra rossa $75.000 Singolare - Doppio                      | John Feaver Andrew Jarrett 7–5, 6–3          | Richard Akel Eduardo Oncins    | Francisco Ferrer Andrew Jarrett    | Peter Johnston Michiel Schapers Patrice Kuchna Deon Joubert     |
| 19 luglio | Campos Challenger Campos do Jordão, Brasile Cemento €42.500+H Singolare - Doppio                  | Mark Dickson 6–3, 6–4                        | Egan Adams                     | Ricardo Cano Mike Brunnberg        | Bruce Kleege Júlio Góes Cássio Motta Thomaz Koch                |
| 19 luglio | Campos Challenger Campos do Jordão, Brasile Cemento €42.500+H Singolare - Doppio                  | Thomaz Koch Jose Schmidt 6–2, 6–7, 7–6       | Givaldo Barbosa João Soares    | Ricardo Cano Mike Brunnberg        | Bruce Kleege Júlio Góes Cássio Motta Thomaz Koch                |
| 26 luglio | Neu Ulm Challenger Nuova Ulma, Germania Terra rossa $75.000 Singolare - Doppio                    | Karl Meiler 2–6, 7–6, 6–1                    | Scott Lipton                   | Alberto Tous Andrew Jarrett        | Andreas Maurer Eric Jelen Damir Keretić Hans Kary               |
| 26 luglio | Neu Ulm Challenger Nuova Ulma, Germania Terra rossa $75.000 Singolare - Doppio                    | Karl Meiler Jaroslav Navrátil 6–3, 6–3       | Dusan Kulhaj John Van Nostrand | Alberto Tous Andrew Jarrett        | Andreas Maurer Eric Jelen Damir Keretić Hans Kary               |
| 26 luglio | Rio de Janeiro Challenger Rio de Janeiro, Brasile Terra rossa €42.500+H Singolare - Doppio        | João Soares 6–1, 0–6, 6–1                    | Mark Dickson                   | Dominique Bedel Gianluca Rinaldini | Alejandro Pierola Givaldo Barbosa Magnus Tideman Cássio Motta   |
| 26 luglio | Rio de Janeiro Challenger Rio de Janeiro, Brasile Terra rossa €42.500+H Singolare - Doppio        | Dominique Bedel Belus Prajoux 6–2, 6–7, 6–2  | Mark Dickson Joel Hoffman      | Dominique Bedel Gianluca Rinaldini | Alejandro Pierola Givaldo Barbosa Magnus Tideman Cássio Motta   |
| 26 luglio | San Benedetto Challenger San Benedetto del Tronto, Italia Terra rossa $100.000 Singolare - Doppio | Željko Franulović 6–4, 6–1                   | Ilie Năstase                   | Luca Bottazzi Tony Giammalva       | Massimo Zampieri Florin Segărceanu Paolo Bertolucci Pavel Hutka |
| 26 luglio | San Benedetto Challenger San Benedetto del Tronto, Italia Terra rossa $100.000 Singolare - Doppio | Ilie Năstase Florin Segărceanu 5–7, 7–6, 7–6 | Gianni Marchetti Enzo Vattuone | Luca Bottazzi Tony Giammalva       | Massimo Zampieri Florin Segărceanu Paolo Bertolucci Pavel Hutka |

### Agosto
| Settimana | Torneo                                                                                 | Vincitore                                 | Finalista                       | Semifinalisti                     | Eliminati ai quarti                                                    |
| --------- | -------------------------------------------------------------------------------------- | ----------------------------------------- | ------------------------------- | --------------------------------- | ---------------------------------------------------------------------- |
| 2 agosto  | Knokke Challenger Knokke, Belgio Terra rossa $75.000 Singolare - Doppio                | Tomáš Šmíd 6–2, 6–2, 6–0                  | Željko Franulović               | Per Hjertquist Bruce Derlin       | Bernard Boileau Haroon Ismail Gianni Ocleppo Wayne Hampson             |
| 2 agosto  | Knokke Challenger Knokke, Belgio Terra rossa $75.000 Singolare - Doppio                | Zoltán Kuhárszky Hans Kary 5–7, 6–2, 6–4  | Jan Gunnarsson Jeff Simpson     | Per Hjertquist Bruce Derlin       | Bernard Boileau Haroon Ismail Gianni Ocleppo Wayne Hampson             |
| 2 agosto  | Porto Alegre Challenger Porto Alegre, Brasile Terra rossa €42.500+H Singolare - Doppio | Dominique Bedel 6–2, 3–6, 7–6             | Cássio Motta                    | Mark Dickson Ricardo Rivera       | Belus Prajoux Egan Adams Juan Carlos Andrade Ney Keller                |
| 2 agosto  | Porto Alegre Challenger Porto Alegre, Brasile Terra rossa €42.500+H Singolare - Doppio | Givaldo Barbosa Ricardo Ycaza 6–3, 6–4    | Rocky Royer Magnus Tideman      | Mark Dickson Ricardo Rivera       | Belus Prajoux Egan Adams Juan Carlos Andrade Ney Keller                |
| 8 agosto  | Ostend Challenger Ostenda, Belgio Terra rossa $75.000 Singolare - Doppio               | Libor Pimek 6–2, 7–5                      | Haroon Ismail                   | Jaroslav Navrátil Derek Tarr      | Andrew Jarrett Miguel Mir Stefan Svensson Jan Gunnarsson               |
| 8 agosto  | Ostend Challenger Ostenda, Belgio Terra rossa $75.000 Singolare - Doppio               | John Feaver Andrew Jarrett 6–2, 6–3       | Joel Bailey Haroon Ismail       | Jaroslav Navrátil Derek Tarr      | Andrew Jarrett Miguel Mir Stefan Svensson Jan Gunnarsson               |
| 9 agosto  | Brasilia Challenger Brasilia, Brasile Terra rossa €42.500+H                            | Mark Dickson 3–6, 6–3, 6–4                | Givaldo Barbosa                 | Cássio Motta Belus Prajoux        | Ivan Kley Júlio Góes Eduardo Bengoechea Bruce Kleege                   |
| 9 agosto  | Brasilia Challenger Brasilia, Brasile Terra rossa €42.500+H                            | Givaldo Barbosa João Soares 6–4, 3–6, 7–6 | José Luis Damiani Ricardo Ycaza | Cássio Motta Belus Prajoux        | Ivan Kley Júlio Góes Eduardo Bengoechea Bruce Kleege                   |
| 15 agosto | Le Touquet Challenger Le Touquet, Francia Terra rossa $75.000 Singolare - Doppio       | Jeff Simpson 6–7, 6–2, 6–1                | Roland Stadler                  | Thomas Stalhandske Dan Cassidy    | Jacques Grandjean Peter Johnston Jan Gunnarsson Russell Barlow         |
| 15 agosto | Le Touquet Challenger Le Touquet, Francia Terra rossa $75.000 Singolare - Doppio       | John Feaver Jan Gunnarsson 6–2, 5–7, 6–1  | David Graham Laurie Warder      | Thomas Stalhandske Dan Cassidy    | Jacques Grandjean Peter Johnston Jan Gunnarsson Russell Barlow         |
| 15 agosto | Tarragona Challenger Tarragona, Spagna Terra rossa $75.000 Singolare - Doppio          | Sergio Casal 5–7, 6–2, 6–4                | Jairo Velasco, Sr.              | Francesco Cancellotti Diego Pérez | Roberto Vizcaíno Eduardo Osta Martín Jaite Alberto Tous                |
| 15 agosto | Tarragona Challenger Tarragona, Spagna Terra rossa $75.000 Singolare - Doppio          | Sean Brawley Christo Steyn 6–3, 6–0       | Francisco Ferrer Martín Jaite   | Francesco Cancellotti Diego Pérez | Roberto Vizcaíno Eduardo Osta Martín Jaite Alberto Tous                |
| 16 agosto | São Paulo Challenger 2 San Paolo, Brasile Terra rossa €42.500+H Singolare - Doppio     | Víctor Pecci 6–3, 4–6, 6–3                | José Higueras                   | Magnus Tideman Ricardo Ycaza      | Dominique Bedel Mark Dickson Cássio Motta Pablo Arraya                 |
| 16 agosto | São Paulo Challenger 2 San Paolo, Brasile Terra rossa €42.500+H Singolare - Doppio     | Charles Strode Morris Strode 6–1, 6–4     | Pablo Arraya Víctor Pecci       | Magnus Tideman Ricardo Ycaza      | Dominique Bedel Mark Dickson Cássio Motta Pablo Arraya                 |
| 23 agosto | Brussels Challenger Bruxelles, Belgio Terra rossa $75.000 Singolare - Doppio           | Jan Gunnarsson 6–4, 6–4                   | Alberto Tous                    | Jörgen Windahl Sergio Casal       | Jean-Marc Piacentile Fernando Maynetto Stefan Svensson Thierry Stevaux |
| 23 agosto | Brussels Challenger Bruxelles, Belgio Terra rossa $75.000 Singolare - Doppio           | Alberto Tous Raúl Viver 3–6, 6–3, 7–5     | David Graham Laurie Warder      | Jörgen Windahl Sergio Casal       | Jean-Marc Piacentile Fernando Maynetto Stefan Svensson Thierry Stevaux |
| 23 agosto | São Paulo Challenger 3 San Paolo, Brasile Terra rossa €42.500+H Singolare - Doppio     | Júlio Góes 7–5, 6–1                       | Ney Keller                      | Marcos Hocevar Nelson Aerts       | Edvaldo Oliveira Fernando Roese Givaldo Barbosa Carlos Kirmayr         |
| 23 agosto | São Paulo Challenger 3 San Paolo, Brasile Terra rossa €42.500+H Singolare - Doppio     | Thomaz Koch Jose Schmidt 6–4, 7–6         | Júlio Góes Ney Keller           | Marcos Hocevar Nelson Aerts       | Edvaldo Oliveira Fernando Roese Givaldo Barbosa Carlos Kirmayr         |

### Settembre
| Settimana    | Torneo                                                                             | Vincitore                                    | Finalista                          | Semifinalisti                  | Eliminati ai quarti                                              |
| ------------ | ---------------------------------------------------------------------------------- | -------------------------------------------- | ---------------------------------- | ------------------------------ | ---------------------------------------------------------------- |
| 6 settembre  | Messina Challenger Messina, Italia Terra rossa $50.000 Singolare - Doppio          | Pablo Arraya 7–5, 6–4                        | Mario Martinez                     | Antonio Zugarelli Eduardo Osta | Patrice Kuchna Miguel Mir David de Miguel Sergio Casal           |
| 6 settembre  | Messina Challenger Messina, Italia Terra rossa $50.000 Singolare - Doppio          | Gianni Marchetti Enzo Vattuone 6–0, 4–6, 6–2 | Eduardo Osta Roberto Vizcaíno      | Antonio Zugarelli Eduardo Osta | Patrice Kuchna Miguel Mir David de Miguel Sergio Casal           |
| 21 settembre | Thessaloniki Challenger Salonicco, Grecia Terra rossa €42.500+H Singolare - Doppio | Nduka Odizor 6–3, 7–6                        | Gianni Ocleppo                     | Bruce Foxworth David Schneider | Guillermo Aubone Gordon Simmonds Rodney Crowley Peter Bastiansen |
| 21 settembre | Thessaloniki Challenger Salonicco, Grecia Terra rossa €42.500+H Singolare - Doppio | John Feaver Nduka Odizor 7–6, 7–6            | Peter Bastiansen Michael Mortensen | Bruce Foxworth David Schneider | Guillermo Aubone Gordon Simmonds Rodney Crowley Peter Bastiansen |

### Ottobre
| Settimana  | Torneo                                                                     | Vincitore                                 | Finalista                   | Semifinalisti                           | Eliminati ai quarti                                               |
| ---------- | -------------------------------------------------------------------------- | ----------------------------------------- | --------------------------- | --------------------------------------- | ----------------------------------------------------------------- |
| 18 ottobre | Oporto Challenger Porto, Portogallo Terra rossa $50.000 Singolare - Doppio | Jairo Velasco, Sr. 6–7, 6–3, 6–3          | Juan Avendaño               | José García Requena Christophe Bernelle | Jean-Marc Piacentile Miloslav Mečíř Andres Molina Ricardo Sánchez |
| 18 ottobre | Oporto Challenger Porto, Portogallo Terra rossa $50.000 Singolare - Doppio | Libor Pimek Thierry Stevaux 4–6, 7–6, 7–5 | Andy Kohlberg Robbie Venter | José García Requena Christophe Bernelle | Jean-Marc Piacentile Miloslav Mečíř Andres Molina Ricardo Sánchez |
| 25 ottobre | Sydney Challenger Sydney, Australia Cemento €42.500+H Singolare - Doppio   | Pat Cash 7–5, 6–7, 6–2                    | Craig A. Miller             | Wally Masur Chris Johnstone             | John Benson Broderick Dyke Cliff Letcher Rand Evett               |
| 25 ottobre | Sydney Challenger Sydney, Australia Cemento €42.500+H Singolare - Doppio   | Peter Johnston John McCurdy 6–7, 7–6, 7–6 | John Benson Chris Johnstone | Wally Masur Chris Johnstone             | John Benson Broderick Dyke Cliff Letcher Rand Evett               |

### Novembre
| Settimana   | Torneo                                                                         | Vincitore                          | Finalista                      | Semifinalisti                  | Eliminati ai quarti                                         |
| ----------- | ------------------------------------------------------------------------------ | ---------------------------------- | ------------------------------ | ------------------------------ | ----------------------------------------------------------- |
| 22 novembre | Benin City Challenger Benin City, Nigeria Cemento €42.500+H Singolare - Doppio | Gianni Ocleppo 6–3, 6–3            | Nduka Odizor                   | Robert Reininger Haroon Ismail | Jakob Hlasek David Imonitie Martin Guntrip Colin Dowdeswell |
| 22 novembre | Benin City Challenger Benin City, Nigeria Cemento €42.500+H Singolare - Doppio | Hans Kary Gianni Ocleppo Defaulted | Colin Dowdeswell Haroon Ismail | Robert Reininger Haroon Ismail | Jakob Hlasek David Imonitie Martin Guntrip Colin Dowdeswell |

### Dicembre
Nessun evento